# Estanislao Figueras
Estanislao Figueras y de Moragas (13. listopadu 1819 Barcelona – 11. listopadu 1882 Madrid) byl španělský politik, který od 12. února do 11. června 1873 působil jako první prezident První Španělské republiky.

## Životopis
Po sesazení královny Isabely II. v roce 1868 vedl Republikánskou stranu. Po abdikaci krále Amadea se nakrátko stal prezidentem. Po něm byl prezidentem Francisco Pi y Margall. Po obnovení monarchie v roce 1875 se stáhl z veřejného života. Proslavil se tím, že po jedné další neplodné Radě ministrů řekl: „Pánové, už to nevydržím. Budu k vám upřímný: Mám vás všech po krk.“
Zemřel v Madridu v roce 1882 ve věku 62 let, dva dny před svými narozeninami.